# Виселок № 2
Ви́селок № 2 (рос. Выселок № 2, чув. Иккĕмĕш Выççăлкă) — присілок у Чувашії Російської Федерації, у складі Великосундирського сільського поселення Ядринського району.
Населення — 5 осіб (2010; 14 в 2002, 29 в 1979, 132 в 1958). У національному розрізі у присілку мешкають чуваші та росіяни.

## Історія
Присілок переданий до Чувашії зі складу Спаського району Горьківської області (Нижньогородської області) 29 вересня 1958 року.